# Eine Fredriksson
Jan Eine Fredriksson, född 5 mars 1950 i Tibro, är en svensk före detta fotbollsspelare. Han spelade i Allsvenskan för Gais och IFK Norrköping, och gjorde 20 landskamper för Sverige.

## Biografi
Fredriksson föddes i Tibro. Han började spela fotboll i kvartersklubben Gerts AIK och fortsatte sedan i Tibro AIK.

### Gais
Våren 1970 värvades Fredriksson till allsvenska Gais, i konkurrens med bland andra IFK Göteborg och IF Elfsborg. Han blev spelklar samma höst och gick då direkt in i Gais A-lag, men Gais åkte ur Allsvenskan samma år och fick börja om i division II. Klubben gick dock omgående upp igen, bland annat efter tolv mål av Fredriksson. Han tilldelades, tillsammans med hela laget, årets Hedersmakrill för 1971.
Säsongen 1972 var Gais således tillbaka i Allsvenskan, och Fredriksson var den ende gaisaren som spelade samtliga 22 matcher då klubben med ett nödrop klarade sig kvar i högsta serien. År 1973 slutade Gais tia i Allsvenskan, och Fredriksson utnämndes återigen till årets Hedersmakrill, nu som ensam pristagare. Säsongen 1974 skulle dock bli mer framgångsrik: Gais slutade fyra i Allsvenskan och tog bronset, och Fredriksson tilldelades GP:s Kristallkula som Västsveriges bästa fotbollsspelare. Han var länge aktuell för landslagstruppen till VM 1974 och var till och med med i kören då VM-låten "Vi är svenska fotbollsgrabbar" spelades in, men gallrades till slut bort ur truppen. Landslagsdebuten kom i stället i augusti 1974, då han i en match mot Norge även gjorde sitt första landslagsmål. Han tilldelades Kristallkulan även för säsongen 1975, då Gais emellertid slutade näst sist i Allsvenskan och åkte ur.
Efter den snöpliga sortin ur högstaserien fortsatte Fredriksson i Gais även säsongen 1976. Han var denna säsong med och spelade den match då alla tiders publikrekord i division II slogs: vårderbyt mellan Gais och IFK Göteborg, som lockade hela 50 690 åskådare till Ullevi. Fredriksson slog en straff i matchen, men kunde inte hålla nerverna i styr utan sköt utanför. Gais lyckades inte ta sig tillbaka till Allsvenskan, och Fredriksson sökte sig vidare i karriären. Redan i januari 1976 hade han provspelat med Hamburger SV, men då valdes han bort av tyskarna, som i stället värvade den engelska storstjärnan Kevin Keegan från Liverpool FC. Även IFK Göteborg hade visat intresse för Fredriksson, men han hade fått ett så pass stort Gaishjärta att han tackade nej till rivalen och i stället gick till IFK Norrköping till säsongen 1977.

### IFK Norrköping
I Norrköping fick Fredriksson en mer defensiv roll, och han var lagkapten under större delen av sin tid i IFK. Han flyttades så småningom ner som mittback, men fortsatte tas ut i landslaget och var nära att komma med i truppen till VM i Argentina 1978. Säsongen 1979 var en höjdpunkt både för Fredriksson och IFK; klubben hade länge häng på seriesegern och Fredriksson togs åter ut i landslaget, men under sommaren såldes målskytten Pär-Olof Ohlsson till belgiska Waterschei och Norrköping slutade på en femteplats. Fredriksson gjorde sin sista landskamp 1980 mot Sovjet.
Säsongen 1982 åkte Norrköping ur Allsvenskan, och Fredriksson stannade kvar även i division II. Hans elitkarriär tog emellertid slut sommaren 1983, då han råkade ut för en svår knäskada mot IFK Västerås, och trots att klubben direkt lyckades ta sig upp till Allsvenskan igen återkom han efter skadan aldrig i högsta serien, utan varvade ner som spelande tränare i Smedby AIS 1984. Säsongen 1986 blev hans sista som spelare.

## Efter karriären
Både under och efter den aktiva fotbollskarriären arbetade Fredriksson som lärare i företagsekonomi på Kungsgårdsgymnasiet i Norrköping. Han var också tränare för ungdomslag i IFK Norrköping och Smedby AIS, samt för Smedbys, BK Wolframs och Åtvidabergs FF:s A-lag. Om sin karriär som tränare har han sagt att han tyckte att det var svårt att berätta för sina spelare att de var petade, och att han antagligen var "lite för snäll" för att lyckas som tränare.
Fredriksson har varit både styrelseledamot och medlem av valberedningen i IFK Norrköping, och blev 2018 hedersmedlem i klubben.

## Spelstil
Fredriksson var en grovjobbande spelmotor på mittfältet som framför allt spelade fram sina lagkamrater, men han kunde också göra mål. En av hans svagheter var att han saknade explosivitet på kortare löpsträckor. Under den senare halvan av sin karriär utvecklade han även sina defensiva egenskaper och lärde sig att smälla på ordentligt i dueller. Han beskrivs som en gentleman och något av en svärmorsdröm, alltid skötsam och ambitiös, och hans vänliga sätt mot motståndare och domare gjorde förmodligen att han undvek många gula kort som han egentligen skulle ha fått.

## Privatliv
Fredriksson är far till fotbollsspelaren Niclas Fredriksson (född 1973), som också representerade både Gais och IFK Norrköping.